# 长蕨藓属
长蕨藓属（学名：Penzigiella）为蕨藓科的一个属。

## 物种
本属包括以下物种：
- 长蕨藓 Penzigiella cordata Fleischer, 1906